# Pacea încheiată
Pacea încheiată, 1856 (1856) este o pictură de John Everett Millais, care descrie un ofițer britanic rănit, citind reportajul din ziarul The Times despre sfârșitul războiului din Crimeea. A fost expusă la Academia Regală în 1856 primind recenzii mixte, dar a fost puternic susținută de criticul John Ruskin, care a spus că în viitor va fi recunoscută ca fiind „printre cele mai bune capodopere ale lumii”. Figura centrală a tabloului este portretul soției lui Millais, Effie Gray, care anterior fusese căsătorită cu Ruskin. Acum se află la Institutul de Arte din Minneapolis.

## Subiect
Există dovezi că inițial Millais intenționa ca pictura să fie satirică - un atac asupra ofițerilor alintați cărora li s-a permis să meargă acasă pentru așa-numitele treburi private urgente, în timp ce soldații obișnuiți erau forțați să trăiască în condiții proaste în Crimeea. Când războiul s-a încheiat, satira părea depășită, așa că a schimbat-o într-un portret al unui ofițer rănit care se recuperează acasă.
Ofițerul este reprezentat întins cu un ogar irlandez la picioarele lui, în timp ce soția lui se odihnește pe canapea și parțial în poala lui; în spatele capului ei o mare miriște de tufișuri, un simbol tradițional al fidelității maritale. El a pus deoparte un capitol al romanului lui William Makepeace Thackeray The Newcomes (cărticica galbenă din spatele capului), care spune povestea unui om militar evlavios și a familiei sale, pentru a citi ziarul.
Cei doi copii s-au jucat cu o cutie de lemn sub forma arcei lui Noe, o jucărie populară în această perioadă. Acesta conține modele de animale diferite, unele dintre ele aflându-se în poala mamei. Fiecare animal simbolizează unul dintre combatanții războiului din Crimeea. Cocoșul galic este simbolul Franței; leul al Marii Britanii; ursul al Rusiei; curcanul al Imperiului Otoman. Copilul din stânga tocmai alege un porumbel din cutie, simbolizând pacea. Structura bogată a rochiei mamei este un petic roșu mare aflat sub jucării, sugestiv pentru sânge. Fetița din dreapta susține medalia de campanie a tatălui ei, privindu-l întrebătoare.

## Recepția
Lauda elaborată a picturii din partea lui Ruskina a accentuat măiestria crescândă a culorilor lui Millais, pe care criticul le-a comparat cu Titian. Alți critici au fost mai puțin impresionați. Un adversar al prerafaeliților a declarat că „hainele, pălăriile, pantalonii” aveau mai multă vitalitate decât oamenii. Unora dintre colegilor prerafaeliți ai lui Millais nu le-au plăcut pictura. Criticii au fost, de asemenea, confuzi în privința apropierii fizice și aparent emoționale a părinților. „Alăturarea celor două personaje principale, deși probabil incidentală, nu este ușoară. S-au pierdut mai întâi extremitățile soțului și trebuie să le căutăm în spatele soției, iar apoi apare întrebarea cu privire la pe ce este ea așezată - existând o presupunere că ocupă un spațiu misterios la marginea canapelei.” "După cercetări ulterioare, este posibil ca o parte din apropierea lor să reprezinte apropierea dintre Millais și Gray, întrucât pictura și prima lor aniversare a căsătoriei au aceeași dată. Există dovezi că nu a fost pentru prima dată când Millais și-a inserat propria viață personală într-una dintre picturile sale.